# باریرو (شهر)
شهر باریرو (به پرتغالی: Barreiro) در باریرو در کشور پرتغال واقع شده‌است. جمعیت این شهر ۵۰٬۲۳۲ نفر  است. در تاریخ ۲۸ ژوئن ۱۹۸۴ به عنوان شهر شناخته شد.